# Boris Budnikov
Boris Budnikov (en ruso: Борис Будников; 16 de febrero de 1942-26 de abril de 2023) fue un deportista soviético que compitió en vela en la clase Soling. Fue hermano del también regatista Alexandr Budnikov.
Participó en tres Juegos Olímpicos de Verano entre los años 1972 y 1980, obteniendo una medalla de plata en Moscú 1980 en la clase Soling. Ganó una medalla en el Campeonato Mundial de Soling de 1984 y tres medallas en el Campeonato Europeo de Soling entre los años 1980 y 1983.

## Palmarés internacional
| Juegos Olímpicos   | Juegos Olímpicos         | Juegos Olímpicos | Juegos Olímpicos |
| Año                | Lugar                    | Medalla          | Clase            |
| ------------------ | ------------------------ | ---------------- | ---------------- |
| 1980               | Moscú (URSS)             | Medalla de plata | Soling           |
| Campeonato Mundial |                          |                  |                  |
| Año                | Lugar                    | Medalla          | Clase            |
| 1984               | Torbole (Italia)         | Medalla de plata | Soling           |
| Campeonato Europeo |                          |                  |                  |
| Año                | Lugar                    | Medalla          | Clase            |
| 1980               | Helsinki (Finlandia)     | Medalla de oro   | Soling           |
| 1982               | Copenhague (Dinamarca)   | Medalla de plata | Soling           |
| 1983               | Medemblik (Países Bajos) | Medalla de plata | Soling           |